# Afroedura pondolia
Afroedura pondolia — вид геконоподібних ящірок родини геконових (Gekkonidae). Ендемік Південно-Африканської Республіки.

## Поширення і екологія
Afroedura pondolia мешкають в прибережних районах в провінції Квазулу-Наталь і на сході Східнокапської провінції. Вони живуть у вологих тропічних лісах, в тріщинах серед скель, трапляються на деревах в людських послеленнях, зокрема в Дурбані. Зустрічаються на висоті до 900 м над рівнем моря.